# Samuel Goldwyn
Pour les articles homonymes, voir Samuel Goldwyn (homonymie).
Samuel Goldwyn, né Szmuel Gelbfisz, est un producteur américain d'origine polonaise né le 17 août 1879 à Varsovie (Empire russe), mort le 31 janvier 1974 à Los Angeles (États-Unis).

## Biographie
Sous le nom de Samuel Goldfish, il crée la Goldwyn Pictures (en) en 1916 en partenariat avec deux entrepreneurs de Broadway, Edgar et Archibald Selwyn (en) : le nom Goldwyn est né de la contraction entre Goldfish et Selwyn.
La Goldwyn Pictures introduit très tôt la mythique séquence avant-film de Leo The Lion, celle du lion rugissant, qui deviendra l'image de marque de producteur cinématographique la plus célèbre au monde, ou du moins la plus ancienne encore en usage.
Sam fut assez rapidement écarté par ses partenaires qui finissent par vendre la Goldwyn Pictures à la Shubert Organization laquelle revend celle-ci à la Metro de Marcus Loew. En 1925, la naissance de la Metro-Goldwyn-Mayer n'a donc que peu à voir avec Samuel Goldwyn sauf que le nouveau studio conserve la séquence de Leo The Lion et surtout, quelques terrains situés à Culver City (Californie) ayant jadis appartenu à Sam.
Entretemps, ayant récupéré ses fonds, Samuel Goldwyn lance en 1923 ses propres studios : Samuel Goldwyn Productions (SGP).
Son studio, adoubé par la critique pour ses choix qualitatifs, fut infiniment respecté jusqu'en 1959, date à laquelle Samuel Goldwyn prit sa retraite.
Les films produits par Samuel Goldwyn Productions furent successivement distribués par l'Associated First National, puis par la United Artists et enfin à partir de 1941, par la RKO Radio Pictures.
Dans les années 1940-1950, Sam offrit à John Ford et Howard Hawks l'occasion de réaliser leurs meilleurs films.
Il se marie en 1925 avec Frances Howard (en) : leur fils, Samuel Goldwyn Jr. (en) (1926-2015) devient également producteur et fonde en 1979 The Samuel Goldwyn Company (SGC).
Le producteur délégué de Showtime, John Goldwyn (en), est le petit-fils de Samuel Goldwyn.

## Filmographie partielle

### Période Goldwyn Pictures (1917-1923)
- 1917 : Presque mariés (Nearly Married) de Chester Withey
- 1917 : Polly of the Circus
- 1917 : The Fighting Odds
- 1917 : Sunshine Alley
- 1917 : The Cinderella Man
- 1918 : The Beloved Traitor
- 1918 : The Floor Below
- 1918 : All Woman
- 1918 : Laughing Bill Hyde
- 1918 : A Perfect 36
- 1918 : The Hell Cat
- 1918 : A Perfect Lady
- 1918 : The Racing Strain
- 1918 : Les Jeux du sort (The Turn of the Wheel) de Reginald Barker
- 1919 : Lord and Lady Algy (en) de Harry Beaumont
- 1919 : Un soir d'orage (Through the Wrong Door) de Clarence G. Badger
- 1919 : The Pest de Christy Cabanne
- 1919 : Almost a Husband
- 1920 : The Truth
- 1920 : Water, Water Everywhere
- 1920 : The Paliser Case
- 1920 : Partners of the Night
- 1920 : Au voleur ! (Stop Thief) de Harry Beaumont
- 1920 : Les Protégés de Jim (Jes' Call Me Jim) de Clarence G. Badger
- 1920 : Scratch My Back de Sidney Olcott
- 1920 : Cupid the Cowpuncher
- 1920 : Satan (The Penalty)
- 1920 : Dr. Jekyll and Mr. Zip de Ben Sharpsteen
- 1921 : What Ho, the Cook
- 1921 : Le Piège (The Highest Bidder) de Wallace Worsley
- 1921 : A Tale of Two Worlds
- 1921 : L'as de cœur (The Ace of Hearts)
- 1921 : Don't Neglect Your Wife
- 1921 : Oh Mary Be Careful
- 1921 : À la manière de Roméo (Doubling for Romeo) de Clarence G. Badger
- 1922 : Watch Your Step
- 1922 : Un père (Remembrance), de Rupert Hughes
- 1922 : Sherlock Holmes
- 1922 : Head Over Heels
- 1922 : Mr. Barnes of New York
- 1922 : Le Crime de Mme Lévy (Hungry Hearts)
- 1922 : A Blind Bargain
- 1922 : Broken Chains
- 1923 : Calvaire d'apôtre (The Christian), de Maurice Tourneur
- 1923 : Lost and Found on a South Sea Island
- 1923 : Trois Femmes pour un mari (The Eternal Three)  de Marshall Neilan et Frank Urson
- 1923 : Unseeing Eyes
- 1923 : The Day of Faith de Tod Browning

### Période Samuel Goldwyn Productions (1923-1959)
- 1923 : Potash and Perlmutter de Clarence G. Badger
- 1923 : The Eternal City de George Fitzmaurice
- 1924 : Cytherea (en) de George Fitzmaurice
- 1924 : Le Glaive de la loi (Name the Man) de Victor Sjöström
- 1924 : Nellie, the Beautiful Cloak Model
- 1924 : True As Steel
- 1924 : In Hollywood with Potash and Perlmutter
- 1925 : A Thief in Paradise (en)
- 1925 : Le Sublime Sacrifice de Stella Dallas
- 1925 : Ben-Hur: A Tale of the Christ
- 1926 : Partners Again
- 1926 : La Conquête de Barbara Worth (The Winning of Barbara Worth) de Henry King
- 1927 : The Night of Love
- 1927 : La Flamme d'amour (The Magic Flame) de Henry King
- 1928 : Le Masque de cuir (Two Lovers) de Fred Niblo
- 1928 : L'Innocente (The Awakening) de Victor Fleming
- 1929 : Le Forban (The Rescue) de Herbert Brenon
- 1929 : Bulldog Drummond
- 1929 : La Princesse et son taxi (This is Heaven) d'Alfred Santell
- 1929 : Condamné (Condemned!)
- 1930 : Raffles de George Fitzmaurice
- 1930 : Whoopee!
- 1930 : The Devil to Pay!
- 1931 : One Heavenly Night
- 1931 : Scène de la rue (Street Scene), de King Vidor
- 1931 : Palmy Days
- 1931 : Le Jardin impie (The Unholy Garden)
- 1931 : Arrowsmith
- 1931 : Tonight or Never
- 1932 : Les Grecs avaient un nom pour elles (The Greeks Had a Word for Them) de Lowell Sherman
- 1932 : Arsène Lupin
- 1932 : Kid d'Espagne (The Kid from Spain)
- 1932 : Cynara
- 1933 : The Masquerader
- 1933 : Scandales romains (Roman Scandals)
- 1934 : Nana
- 1934 : We Live Again
- 1934 : Kid Millions
- 1935 : The Wedding Night
- 1935 : L'Ange des ténèbres (The Dark Angel) de Sidney Franklin
- 1935 : Ville sans loi (Barbary Coast)
- 1935 : Splendeur (Splendor)
- 1936 : Strike Me Pink
- 1936 : These Three
- 1936 : Jeunesse perdue (Dodsworth) de William Wyler
- 1936 : Le Vandale (Come and Get It)
- 1936 : L'Ennemie bien-aimée (Beloved Enemy) de H.C. Potter
- 1937 : Woman Chases Man
- 1937 : Stella Dallas
- 1937 : Rue sans issue (Dead End)
- 1937 : The Hurricane
- 1938 : Hollywood en folie (The Goldwyn Follies)
- 1938 : Les Aventures de Marco Polo (The Adventures of Marco Polo)
- 1938 : Madame et son cowboy (The Cowboy and the Lady)
- 1939 : Les Hauts de Hurlevent (Wuthering Heights)
- 1939 : They Shall Have Music
- 1939 : The Real Glory
- 1940 : Raffles, gentleman cambrioleur (Raffles)
- 1940 : Le Cavalier du désert (The Westerner)
- 1941 : La Vipère (The Little Foxes)
- 1941 : Boule de feu (Ball of Fire)
- 1942 : The Pride of the Yankees
- 1943 : They Got Me Covered
- 1943 : L'Étoile du Nord (The North Star)
- 1944 : Up in Arms
- 1944 : La Princesse et le pirate (The Princess and the Pirate)
- 1945 : Le Joyeux Phénomène (Wonder Man)
- 1946 : Le Laitier de Brooklyn (The Kid from Brooklyn)
- 1946 : Les Plus Belles Années de notre vie (The Best Years of Our Lives)
- 1947 : La Vie secrète de Walter Mitty (The Secret Life of Walter Mitty)
- 1947 : Honni soit qui mal y pense (The Bishop's Wife)
- 1948 : Vous qui avez vingt ans (Enchantment) de Norman Z. McLeod
- 1948 : Si bémol et Fa dièse (A Song Is Born) de Howard Hawks
- 1949 : Roseanna McCoy d'Irving Reis et Nicholas Ray
- 1949 : Tête folle (My foolish Heart) de Mark Robson
- 1950 : Celle de nulle part (Our Very Own) de David Miller
- 1950 : Edge of Doom de Mark Robson
- 1951 : Face à l'orage (I Want You) de Mark Robson
- 1952 : Hans Christian Andersen et la Danseuse de Charles Vidor
- 1955 : Blanches colombes et vilains messieurs de Joseph L. Mankiewicz
- 1959 : Porgy and Bess d'Otto Preminger